# Saló de Racionistes
El Saló de Racionistes és un edifici d'estil eclèctic dissenyat l'any 1886 per l'arquitecte Joaquín María Arnau Miramón (1849 - 1906), a la ciutat de València.

## Història
L'arquitecte Joaquín María Arnau Miramón rep, al desembre de 1886, l'encàrrec del comte de Trigona —en representació de la Gran Associació Domiciliària de la Mare de Déu dels Desemparats— del projecte d'un gran saló per al repartiment de racions de menjar a les famílies pobres dels obrers sense treball del sector seder i d'una escola de pàrvuls adjunta, al carrer de la Blanqueria de València. Aquest saló, conegut avui com el Saló de Racionistes, constitueix una de les seues obres més importants i conegudes, a causa de l'ús original d'una volta metàl·lica per cobrir la nau de la gran sala.

## Característiques
Destaca la façana de maó vist rematada amb una arcada de mig punt. El saló, de planta rectangular, té una coberta de teules recolzades en encavallades metàl·liques i contraforts d'obra. És un dels primers exemples de l'ús del ferro laminat en la construcció valenciana i la seua arquitectura, eclèctica i historicista, respon a criteris pròxims al racionalisme constructiu del segle xix.
En l'actualitat aquest saló l'utilitza com a pavelló esportiu del col·legi Gran Associació.

## Galeria fotogràfica i plànol

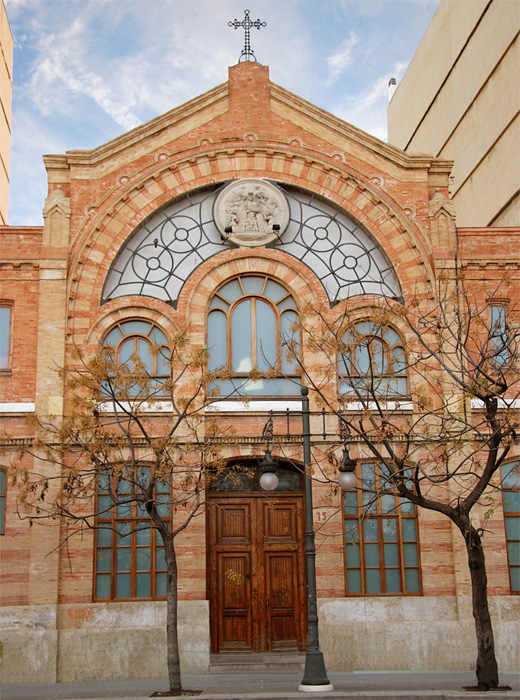
Saló de Racionistes
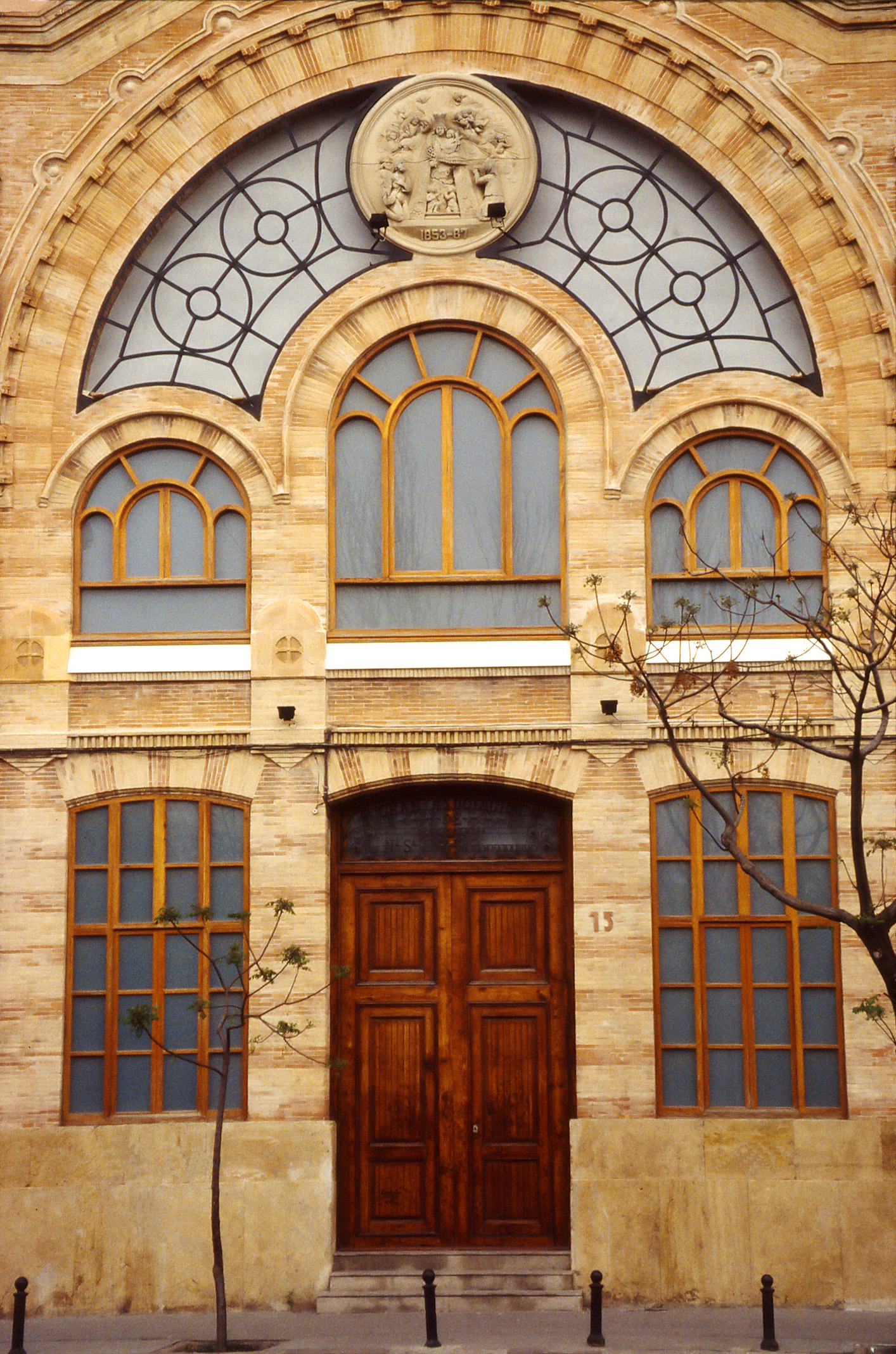
Detall de la façana
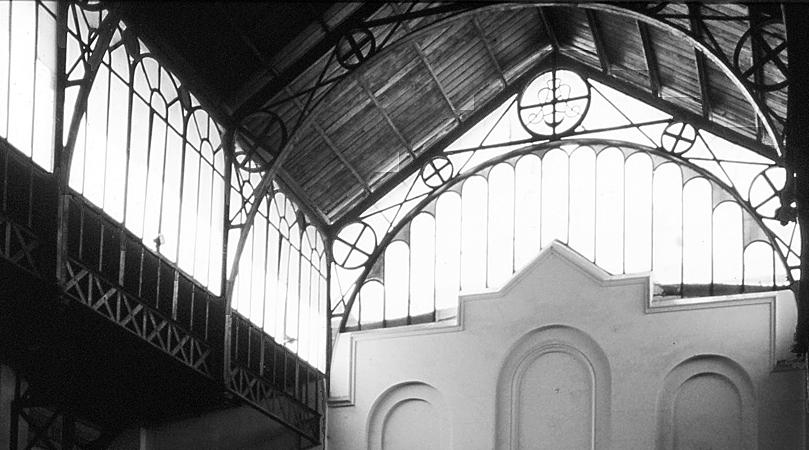
Interior
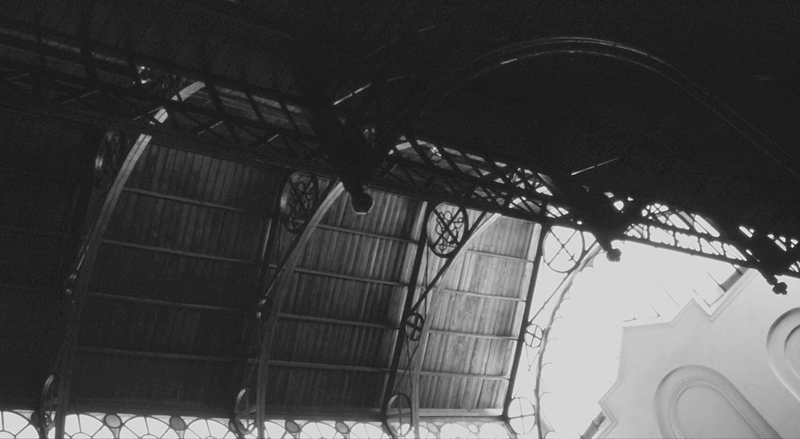
Detall de la coberta
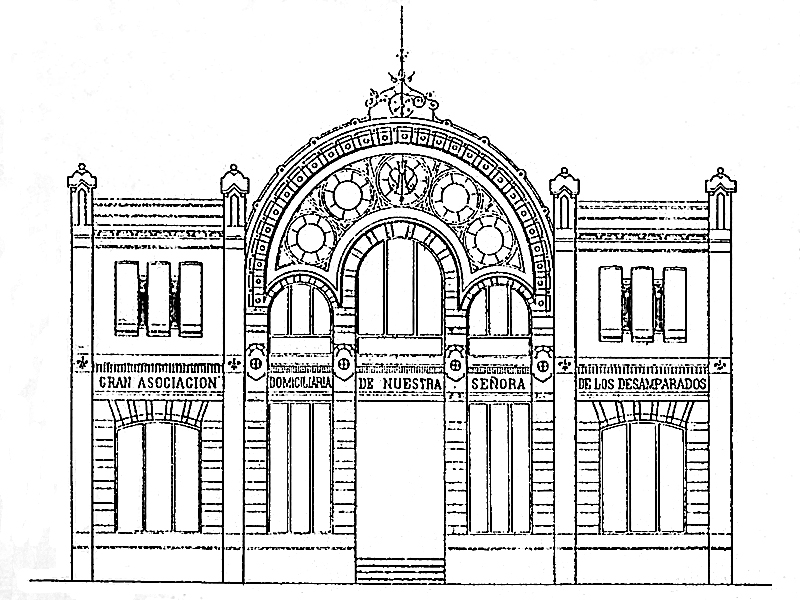
Façana a Blanqueries